# 若松孝二
若松 孝二（わかまつ こうじ、1936年〈昭和11年〉4月1日 - 2012年〈平成24年〉10月17日）は、日本の映画監督・映画プロデューサー・脚本家。宮城県出身。本名は伊藤孝（いとう たかし）。

## 経歴・人物
宮城県遠田郡涌谷町出身。父親は馬喰で獣医師をしていたが大酒飲みで、孝は幼いときからこの父に反抗しながら育った。農業高校二年時中退、家出し上京。職人見習いや新聞配達、新宿安田組の大幹部だったヤクザ（荒木恷）の下働きなどを経験
。1957年、チンピラ同士のいざこざから逮捕され、半年間、拘置所に拘禁され執行猶予付の判決を受ける（その時の経験により後に監督デビュー作の『甘い罠』は“警官を殺すために映画監督になった”と豪語した通りに警官殺しの映画になっている）。
その後、職を転々としテレビ映画の助監督になる。しかし、ある現場でシナリオの改変に腹を立ててプロデューサーを殴り、その場でクビになる。その後ピンク映画の企画が巡って来た事が転機となり、1963年にピンク映画『甘い罠』で映画監督としてデビュー。本作の制作にあたり、若松は自ら制作費の150万円を出して撮影した。低予算ながらも圧倒的な迫力ある映像でピンク映画としては異例の集客力をみせた。若松は「ピンク映画の黒澤明」などと形容されヒット作を量産する。若松孝二の映画作りの原点は“怒り”であり反体制の視点から描く手法は当時の若者たちから圧倒的に支持される。1965年『壁の中の秘事』が日本映画製作者連盟推薦の大映作品などを差し置いてベルリン国際映画祭正式上映作品となり、評論家による「国辱」発言などもあってセンセーショナルな騒動となったことから、若松の名前はピンク映画業界を超えて一般に広く知れ渡った。また、それ以降亡くなるまでスキャンダラスな作品をエネルギッシュに次々と発表することとなる。
1965年「若松プロダクション」を創設、足立正生や大和屋竺などの人材が集まる。作品は学生運動を行っていた若者たちなどから支持を受けたが、若松自身は「学生運動を支持するために映画を作ったことはなかった」と語っている。自分自身が面白いと思った映画を撮っているとのこと。のちに『実録・連合赤軍 あさま山荘への道程』を撮影した時は、前売り券の購入を昔の学生運動家に頼んだものの全く買ってくれなかったという。
1986年には製作費6000万円を東映とで出資し『松居一代の衝撃』を製作したが、内容が風俗法に引っ掛かり、岡田茂東映社長が警視庁から呼び出しを受け、「日本の普通の劇場では上映しない」と約束した。このため成人映画扱いを余儀なくされ、配給を変更しピンク映画の劇場で小規模上映したが、大赤字を出して、若松プロがあった原宿セントラルアパートのマンションを売って借金返済に充てた。この後は自分が借金して映画を作ることは出来なくなった。
若松作品は海外での評価も高い。元ソニック・ユースのジム・オルークは若松の映画音楽を作りたいがために日本語を習得した。
プロデュース作品としては、大和屋竺監督『荒野のダッチワイフ』（1967年）、足立正生監督『女学生ゲリラ』（1969年）、大島渚監督『愛のコリーダ』（1976年）、神代辰巳監督『赤い帽子の女』（1982年）、木俣堯喬監督『鍵』（1983年、兼演出）等がある。
音楽ビデオクリップとしては唯一、ソウル・フラワー・ユニオンを手がけたことがあり、1998年、アイルランドにて「イーチ・リトル・シング」と「風の市」を撮影している。
時に役者として出演することもある。また、名古屋のミニシアター「シネマスコーレ」を自ら経営。
連合赤軍をテーマにした作品『実録・連合赤軍 あさま山荘への道程』（2007年）は、2007年8月の湯布院映画祭にて「特別試写作品」として上映。2007年10月には、第20回東京国際映画祭にて「日本映画・ある視点 作品賞」を受賞した。同年12月に、若松が設立した映画館シネマスコーレで公開され、2008年3月から全国で公開された。2008年2月に開催の第58回ベルリン国際映画祭において最優秀アジア映画賞（NETPAC賞）と国際芸術映画評論連盟賞（CICAE賞）を受賞。第63回毎日映画コンクールで監督賞、第18回日本映画批評家大賞で作品賞を受賞した。ロングラン上映後、DVDが発売された。2007年度宮城県芸術選奨（メディア芸術部門）を受賞。
2010年は、寺島しのぶ主演『キャタピラー』（8月14日より全国各地の映画祭などで上映）を公開。撮影期間は12日間、スタッフ数は11人。日本での公開を前に、2010年2月20日、主演の寺島がベルリン国際映画祭の主演女優賞を受賞した。観客は「戦争がただの殺し合いでしかない現実」と、「生の根源であるセックス」に引き込まれていたという。国内では11月に第2回TAMA映画賞特別賞を受賞。12月には新藤兼人賞・SARVH賞2010の最優秀プロデューサー賞である「SARVH賞」を受賞した。授賞式で「尊敬する新藤監督とこのような形でお会いする事が出来て、本当にうれしい。これからも自分の映画を撮れるように頑張ります」と述べた。
2012年には三島由紀夫（三島事件）をテーマとして、楯の会結成（1968年）から自決までを描く『11・25自決の日 三島由紀夫と若者たち』、続けて船戸与一原作の『海燕ホテル・ブルー』を制作。また同年には中上健次原作、寺島しのぶ主演で『千年の愉楽』を制作し、2013年春の公開を控えていた。
2012年10月12日午後10時15分ごろ、東京都新宿区内藤町の横断歩道がない都道を横断中、左から来たタクシーにはねられ腰などを強く打った。当初の報道では命に別状はないとされていたが、実際には病院搬送時から意識不明の状態が続いており、17日午後11時5分、入院先の病院で死去した。76歳没。

## 作品

### 映画

#### 監督
- 甘い罠（1963年）
- 激しい女たち（1963年）
- おいろけ作戦（1963年）
- 鉛の墓標（1964年）
- 恐るべき遺産 裸の影（1964年）
- 逆情（1964年）
- 赤い犯行（1964年）
- 悪のもだえ（1964年）
- 壁の中の秘事（1965年）
- 歪んだ関係（1965年）
- 情事の履歴書（1965年）
- ひき裂かれた情事（1966年）
- 血は太陽よりも赤い（1966年）[20]
- 白い人造美女（1966年）
- 胎児が密猟する時（1966年）
- 性犯罪（1967年）
- 性の放浪（1967年）
- 日本暴行暗黒史 異常者の血（1967年）
  - 続日本暴行暗黒史 暴虐魔（1967年）
  - 新日本暴行暗黒史　復讐鬼（1968年）
  - 日本暴行暗黒史 怨獣 （1970年）
- 犯された白衣（1967年）
- 乱行（1967年）
- 犯された白衣（1967年）
- 腹貸し女（1968年）
- 肉体の欲求（1968年）
- 金瓶梅（1968年）
- 裸の銃弾（1969年）
- 狂走情死考（1969年）
- 処女ゲバゲバ（1969年）
- ゆけゆけ二度目の処女（1969年）
- 現代好色伝 テロルの季節（1969年）
- やわ肌無宿 男殺し女殺し・裸の銃弾 （1969年）
- 通り魔の告白 現代性犯罪暗黒篇（1969年）
  - 理由なき暴行 現代性犯罪絶叫篇（1969年）:出演:鈴木いづみ(浅香なおみ名義)
- 性賊 セックスジャック いろはにほてと（1970年）
- 新宿マッド（1970年）
- カーマ・スートラより 性教育書 愛のテクニック（1970年）
- 秘花（1971年）
- 赤軍-PFLP・世界戦争宣言（1971年）
- 私は濡れている（1971年）
- 性家族（1971年）（別題：色情家族）
- 性輪廻 死にたい女（1971年）
- 続・愛の行為（1971年）
- 天使の恍惚（1972年）
- ㊙女子高校 恍惚のアルバイト（1972年）
  - ㊙女子高校生 課外サークル（1973年）
- 濡れた賽ノ目（1974年）
- 淫欲輪獣（1974年）
- 略称・連続射殺魔（1975年）
- 拷問百年史（1975年）
- 聖母観音大菩薩（1977年）
- 日本御禁制 女人売買（1977年）
- 暴虐女拷問（1978年）
- 13人連続暴行魔（1978年）（別題：現代猟奇暴行史）
  - 残忍連続強漢魔（1978年）
- 現代性犯罪 暴行監獄（1979年） 
  - 現代性犯罪 全員殺害（1979年）
- 餌食（1979年）
- 聖少女拷問（1980年）
- 密室連続暴行（1981年）
- 水のないプール（1982年）
- スクラップ ストーリー ある愛の物語（1984年）
- 松居一代の衝撃（1986年）（別題：衝撃 パフォーマンス）
- キスより簡単（1989年）
  - キスより簡単2 漂流篇（1991年）
- われに撃つ用意あり READY TO SHOOT（1990年）
- エロティックな関係（1992年）
- 寝盗られ宗介（1992年）
- シンガポール スリング（1993年）
- Endless Waltz エンドレス・ワルツ（1995年）
- 標的 羊たちの悲しみ（1996年）
- 明日なき街角（1997年）
- 飛ぶは天国、もぐるが地獄（1999年）
- 首相官邸の女（2001年） ※オリジナルビデオ
- 完全なる飼育 赤い殺意（2004年）
- 17歳の風景 少年は何を見たのか（2005年）
- 実録・連合赤軍 あさま山荘への道程（2008年）
- キャタピラー（2010年）
- 海燕ホテル・ブルー（2012年）
- 11・25自決の日 三島由紀夫と若者たち（2012年）
- 千年の愉楽（2012年）

#### プロデュース
- 乾いた処女（監督：梅沢薫・1965年）
- 堕胎（監督：足立正生・1966年）
- 荒野のダッチワイフ（監督：大和屋竺・1967年）
- 避妊革命（監督：足立正生・1967年）
- 女学生ゲリラ（監督：足立正生・1969年）
- 性遊戯（監督：足立正生・1969年）
- ニュー・ジャック・アンド・ベティ（監督：沖島勲・1970年）
- 夜にほほよせ（監督：林静一、1973年）
- 愛のコリーダ（監督：大島渚・1976年）
- 赤い性 暴行傷害（監督：高橋伴明・1977年）
- 日本の拷問（監督：高橋伴明・1978年）
- 戒厳令の夜（監督：山下耕作・1980年）
- 赤い帽子の女（監督：神代辰巳・1982）
- 鍵（監督：木俣尭喬・1983年）
- びんばりハイスクール（監督：鈴木則文・1990年）

### テレビドラマ
- 極道落ちこぼれ カタギになりたい!（1993年、TBS）
- 極道落ちこぼれII 駆けおちしました!?（1994年、TBS）
- 恋する日曜日「ウェディングベル 前後編」（2003年、BS-i）
- 文學の唄 恋する日曜日「蒲団 前後編」（2005年、BS-i）
- 文學の唄 恋する日曜日「老妓抄」（2005年、BS-i）
- 東京少女 岡本杏理「家出のススメ。」（2008年、BS-i）
- 東京少女 福永マリカ「井の中のマリカ」（2008年、BS-i）
- 東京少女 岡本あずさ「絆 前後編」（2008年、BS-i）
- ケータイ刑事 銭形命「恋愛泥棒マリン再び現る!〜謎の怪盗予告事件〜」 （2009年、BS-TBS）

### ミュージック・ビデオ
- ソウル・フラワー・ユニオン「イーチ・リトル・シング」、「風の市」

## 出演
映画
- 青春☆金属バット（監督熊切和嘉・2006年）- 自称ベーブ・ルースの息子

Vシネマ
- 無間地獄 凶悪金融道（2003年、 原作：新堂冬樹、東映ビデオ） - 富樫組組長

## 関連書籍
- 若松孝二・俺は手を汚す（ダゲレオ出版、1982年6月 → のち河出書房新社、2012年12月）
- 若松孝二（著）小出忍・掛川正幸（編）『時効なし。』ワイズ出版、2004年12月。ISBN 4-89830-181-9。
- 若松孝二反権力の肖像（作品社、四方田犬彦・平沢剛＝編、2007年11月）
- 若松孝二 実録・連合赤軍 あさま山荘への道程（游学社、2008年2月）
- 若松孝二全発言（河出書房新社、平沢剛＝編、2010年7月）
- 若松孝二 キャタピラー（（游学社、2010年8月）
- 若松孝二 海燕ホテル・ブルー（游学社、2012年3月）
- 若松孝二 11・25自決の日 三島由紀夫と若者たち（游学社、2012年6月）
- 若松孝二 千年の愉楽（游学社、2013年1月）
- KAWADE夢ムック 文藝別冊 総特集 若松孝二 闘いつづけた鬼才（河出書房新社、2013年1月）
- 対談集 若松孝二の時代を撃て！（游学社、2013年4月）
- 若松孝二と赤軍レッド・アーミー （世界書院、原渕勝仁著、2016年7月）

## 演じた俳優
- 井浦新 ‐『止められるか、俺たちを』 『青春ジャック 止められるか、俺たちを2』（2018年・2024年、若松プロダクション、スコーレ）